# Walter Riggs
Walter Riggs (ur. 1 stycznia 1877 w Leiston, zm. 10 listopada 1951 w Blyth) – brytyjski żeglarz sportowy, medalista olimpijski.
Podczas letnich igrzysk olimpijskich w Paryżu (1924) zdobył srebrny medal w żeglarskiej klasie 8 metrów, wspólnie z Ernestem Roneyem, Thomasem Riggsem, Edwinem Jacobem oraz Gordonem Fowlerem (załoga jachtu Emily). 
Walter Riggs mieszkał i pracował w Londynie jako elektryki, ale ostatecznie przeniósł się na wiejskie tereny w pobliżu Suffolk. Był zaangażowany w działania wodnej stacji ratunkowej Aldeburgh Lifeboat Station, a w 1932 został zaproszony do komitetu organizacji Royal National Lifeboat Institution. Mając 60 lat czynnie uczestniczył w wyścigach jachtowych, zwyciężając własnym jachtem Catriona w klasie Gareloch podczas regat w Harwich w 1937. 
Syn Waltera Thomas również uprawiał żeglarstwo i był srebrnym medalistą olimpijskim z 1924.